# Wierebie
Wierebie (biał. Вераб'і; ros. Веробьи) – wieś na Białorusi, w obwodzie mińskim, w rejonie miadzielskim, w sielsowiecie Krzywicze.
Nazwy dawniej używane to Werebie lub Worobie.

## Historia
W czasach zaborów w granicach Imperium Rosyjskiego.
W latach 1921–1945 wieś i folwark Wierebie leżał w Polsce, w województwie nowogródzkim (od 1926 w województwie wileńskim), w powiecie duniłowickim (od 1926 w powiecie wilejskim), w gminie Budsław.
Według Powszechnego Spisu Ludności z 1921 roku zamieszkiwało:
- wieś – 257 osób, 256 było wyznania rzymskokatolickiego a 1 prawosławnego. Jednocześnie 256 mieszkańców zadeklarowało polską przynależność narodową a 1 białoruską. Było tu 55 budynków mieszkalnych[6]. W 1931 w 63 domach zamieszkiwało 299 osób[2].
- folwark – 33 osoby, 20 było wyznania rzymskokatolickiego, 7 prawosławnego a 6 mojżeszowego. Jednocześnie 20 mieszkańców zadeklarowało polską przynależność narodową, 7 białoruską a 6 żydowską. Były tu 3 budynki mieszkalne[6]. W 1931 w 2 domach zamieszkiwało 20 osób[2].

Miejscowość należała do parafii rzymskokatolickiej w Budsławiu i prawosławnej w Krzywiczach. Podlegała pod Sąd Grodzki w Krzywiczach i Okręgowy w Wilnie; właściwy urząd pocztowy mieścił się w Budsławiu.